# ワルキューレ (映画)
『ワルキューレ』（原題: Valkyrie）は、2008年のアメリカ合衆国・ドイツ合作映画。
1944年に起きたドイツ国防軍将校によるヒトラー暗殺計画「7月20日事件」と、その指揮を執った実在の将校クラウス・フォン・シュタウフェンベルク大佐を描く。「ワルキューレ」は、7月20日事件の際にシュタウフェンベルク大佐らが発動した、ドイツ国防軍の部隊の一つである国内予備軍を用いた内乱鎮圧などを目的とした作戦計画を意味する。

## ストーリー
1943年3月、ドイツは全ての戦線で敗退を続け、ドイツの敗色は誰の目にも明らかだった。しかし、ヒトラー総統は、あくまで最後の勝利を目指して戦争を続けようとする。ドイツ国防軍の反ヒトラー派将校トレスコウ将軍は前線視察に訪れたヒトラーの暗殺を企図するが、爆弾の不具合により失敗する。ベルリンに帰還したトレスコウは爆弾の回収に成功するが、同志のオルブリヒト将軍から、中心メンバーのオスター大佐がゲシュタポに逮捕されたことを知らされ、後任の人選を急ぐ。同じ頃、北アフリカ戦線で左目・右手・左手の薬指と小指を失う重傷を負ったシュタウフェンベルク大佐がドイツに帰国し、ベルリンの国内予備軍司令部に転属となる。上官となったオルブリヒトは、シュタウフェンベルクをヒトラー暗殺計画に加わるよう求める。しかし、会合に参加したシュタウフェンベルクは、ゲルデラーたち文官がヒトラー打倒後の明確なビジョンを持っていないことを知り、一度は参加を断るが、ドイツを完全な破壊から救うにはヒトラーを倒すしかないと考え直し、メンバーに加わる。
トレスコウが前線勤務に戻った後、メンバーの中心人物となったシュタウフェンベルクは暗殺を渋るゲルデラーたちを説得し、ヒトラーを暗殺した後に「SSの反乱を鎮圧するため」と称してワルキューレ作戦を発動しベルリンを制圧する計画を策定する。シュタウフェンベルクは、計画に日和見な態度をとるフロム国内予備軍司令官と共にベルクホーフ山荘での会議に出席し、ヒトラーにワルキューレ作戦の修正案を承認させる。その後、シュタウフェンベルクは国内予備軍参謀長に任命され、ヒトラー臨席の会議に出席する機会を得る。
1944年7月15日、ヴォルフスシャンツェ（狼の巣）での作戦会議に出席したシュタウフェンベルクはヒトラー暗殺を試みるが、会議にヒムラーが出席していなかったため、ベルリンのオルブリヒトやゲルデラー、ベック退役将軍から作戦中止を指示される。しかし、シュタウフェンベルクはクイルンハイム大佐と共に暗殺の決行を決め、クイルンハイムはオルブリヒトを説得しワルキューレ作戦を発動させる。しかし、シュタウフェンベルクがベルリンに連絡をとっている間に会議は終了してしまい、勝手に部隊を動員されたフロムはオルブリヒトを叱責する。シュタウフェンベルクは「政治家の優柔不断さが計画を狂わせる」と主張し、今後は自分たちの判断で暗殺を決行すると宣言する。
1944年7月20日、再び狼の巣での会議に出席したシュタウフェンベルクは暗殺を決行する。会議室に仕掛けた爆弾が爆発するのを確認した後、副官のヘフテン中尉と共にベルリンへの帰途に着く。同志のフェルギーベル将軍は狼の巣とベルリンの通信回線を断絶させるが、ベルリンに「ヒトラー死亡」の情報が届かなかったため、オルブリヒトはワルキューレ作戦の発動を保留し、しびれを切らせたクイルンハイムは独断で部隊に動員を命令する。3時間後、ベルリンに戻ったシュタウフェンベルクは作戦が開始されていないことに激怒し、オルブリヒトを説得して計画に反対するフロムを拘束し、ワルキューレ作戦を発動させる。計画は順調に進み、部隊はベルリン一帯を制圧していくが、ゲッベルス逮捕に向かったレーマー少佐は、ヒトラーからの電話をゲッベルスから受け取り、シュタウフェンベルクの逮捕を命令される。ヒトラーの生存情報が伝えられると部隊は撤退を始め、シュタウフェンベルクたちは拘束される。解放されたフロムは口封じのためにシュタウフェンベルクたちの処刑を命令し、シュタウフェンベルクは国内予備軍司令部の中庭で銃殺される。シュタウフェンベルクの死から9か月後、ナチス・ドイツは崩壊し、ドイツはヒトラーの支配から解放される。

## キャスト
※括弧内は日本語吹き替え。
- クラウス・フォン・シュタウフェンベルク - トム・クルーズ（森川智之）

ドイツ国防軍の将校。
- ヘニング・フォン・トレスコウ - ケネス・ブラナー（内田直哉）

ドイツ国防軍の反ヒトラー派の一人。
- ニーナ・フォン・シュタウフェンベルク - カリス・ファン・ハウテン（小林さやか）

クラウスの妻。
- フリードリヒ・オルブリヒト - ビル・ナイ（中博史）

クラウスの上官。
- ヴェルナー・フォン・ヘフテン - ジェイミー・パーカー（土田大）

中尉。副官。
- アルブレヒト・メルツ・フォン・クイルンハイム - クリスチャン・ベルケル（山野井仁）

ヒトラー暗殺計画のメンバー。大佐。
- ルートヴィヒ・ベック - テレンス・スタンプ（堀勝之祐）

元ドイツ国防軍の陸軍参謀長。
- カール・ゲルデラー - ケヴィン・マクナリー（楠見尚己）

反ナチ運動家。
- エーリッヒ・フェルギーベル - エディー・イザード

ヒトラーの側近。将軍。
- エルヴィン・フォン・ヴィッツレーベン - デヴィッド・スコフィールド

反ヒトラー派のドイツ国防軍陸軍元帥。
- フリードリヒ・フロム - トム・ウィルキンソン（菅生隆之）

国内予備軍司令官。
- オットー・エルンスト・レーマー - トーマス・クレッチマン（宮内敦士）

少佐。国内予備軍の保安大隊を率いる。
- アドルフ・ヒトラー - デヴィッド・バンバー（佐藤祐四）

ナチスの総統。
- ハインツ・ブラント - トム・ホランダー（横島亘）

陸軍参謀本部作戦課長。
- ヴィルヘルム・カイテル - ケネス・クラナム（勝部演之）

ヒトラーの補佐の一人。
- ハインリヒ・ヒムラー - マティアス・フライホフ

SSのトップ。
- ヨーゼフ・ゲッベルス - ハーヴェイ・フリードマン

ヒトラーの側近の一人。

### 日本語版
- その他の声の出演：魚建、塚田正昭、田原アルノ、丸山壮史、樫井笙人、星野充昭、瑚海みどり、石川ひろあき、佐藤拓也、遠藤大輔、坂巻学、足立友、吉田聖子、うえだ星子
- 演出：宇出喜美
- 翻訳：平田勝茂
- 調整：金谷和美
- 製作：ニュージャパンフィルム

## 制作
- シンガー監督のこだわりにより、撮影の多くは実際に事件の起こった現場・史跡においてロケを行い、登場する建物や車輌も極力当時の本物が使われている。ただし、ヒトラーの住居兼大本営であったベルクホーフは既に破壊されていたため、ヒトラーの恋人エーファ・ブラウンの撮影したホームムービーを資料にセット撮影とCGで再現された。このベルクホーフ外観のCGや、トム・クルーズ演じる主人公の指の失われた左手の再現などのVFXは、ソニー・ピクチャーズ・イメージワークスが担当している[3]。
- 登場するIV号戦車G型はグリズリー巡航戦車の足まわりをもつセクストンII自走砲を基にした改造車である。この車両は『フューリー』の撮影にも使用された。

## 公開日
- 本作は2008年8月8日の公開を目指していたが[4]制作が早まったため、2008年6月27日に公開されることになった[5]。しかし、『WALL・E/ウォーリー』『ウォンテッド』との競争を避けるため[6]、また重要な戦闘シーンの撮影が終わっていないことから、2008年10月3日に延期された。これは映画賞を意識した日付であったが、2008年4月の発表では「戦略的な理由」から2009年2月13日へさらに延期されることとなった。これにより賞レースから離脱するものと思われていたが、商業的試写が良かったことから2008年12月26日に公開されることが決定したのち、さらに1日前倒しされた。
- 日本においては当初20世紀フォックスが配給する予定だったが、MGMの意向により、東宝東和が担うこととなった。

## ドイツでの反応
ドイツでは、シュタウフェンベルクは反ナチ運動の英雄として称えられているうえ、敬虔なカトリック教徒として知られている。そのため、サイエントロジーの信者であるトム・クルーズがシュタウフェンベルク役を演じることには、強い反発が起きた（ドイツでは、サイエントロジーは悪質なカルトと見なされている）。
また、ドイツの政治家は不快感を示し、シュタウフェンベルクの息子ベルトルトも「クルーズ氏が演じると聞いた時には宣伝のための冗談だと思っていた。彼が演じたら台無しになる。父とは関わらないでほしい。」とトム・クルーズを批判した。
一時は、ドイツ国防省が事件の舞台であるベンドラー街（現・シュタウフェンベルク街）などの国防軍関連施設での撮影を許可せず、それに対してドイツ人の映画監督フロリアン・ヘンケル・フォン・ドナースマルクが非難声明を発表する事態となった。
2か月後、ドイツ国防省は「制作者側が『ナチス（Nazi）支配から解放され、完全なる民主主義国家となった統一ドイツの姿』を作品内に盛り込むことに同意した」として、撮影を許可した。

## 《ワルキューレの騎行》の演奏
本編中、SP盤がかかって《ワルキューレの騎行》が演奏される場面があるが、そのレーベル面には、「ベルリン・フィルハーモニック」「ハンス・クナッパーツブッシュ：指揮」と表示されている。